# Dorothy Falls
Die Dorothy Falls sind ein Wasserfall im Westland District in der Region West Coast auf der Südinsel Neuseelands. Er liegt im Lauf des Dorothy Creek unweit östlich dessen Mündung in die Big Bay am Ostufer des Lake Kaniere. Seine Fallhöhe beträgt 64 Meter.
Vom Parkplatz an der Dorothy Falls Road unmittelbar hinter der Brückenquerung des Dorothy Creek führt ein Wanderweg in zwei Minuten zum Wasserfall, der in den Sommermonaten eine beliebte Badestelle ist.